# Arco largo inglés

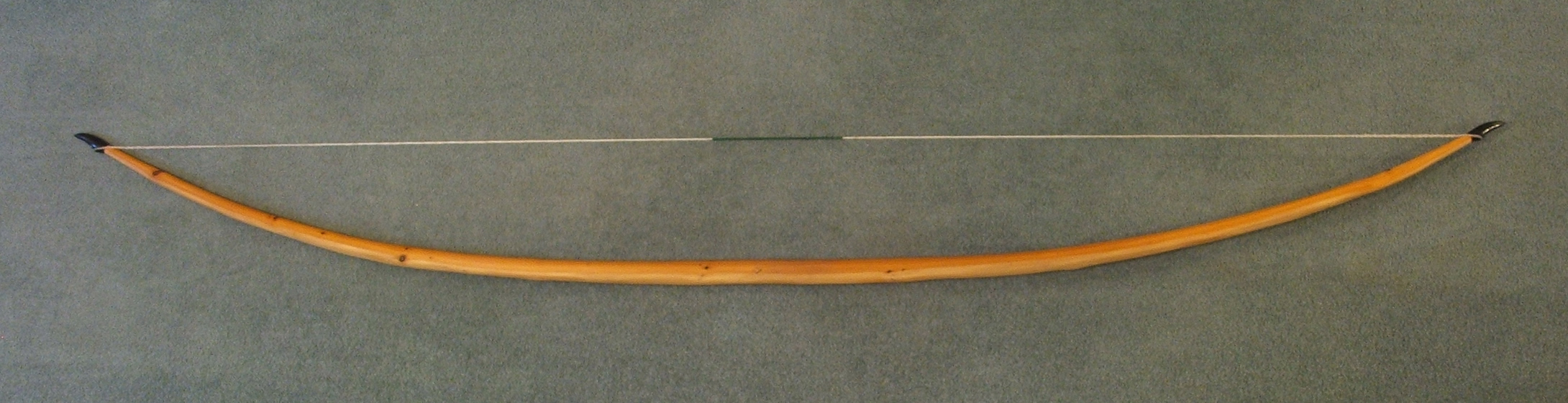
Reconstrucción de un arco largo inglés.

El arco largo inglés (longbow), también llamado arco largo galés, era un poderoso tipo de arco largo (de gran tamaño, para el tiro con arco) con cerca de dos metros de longitud, usado por los ingleses y galeses durante la Edad Media, tanto para la caza como para la guerra. Los arcos largos fueron particularmente eficaces contra los franceses en la batalla de Agincourt durante la Guerra de los Cien Años.

## Descripción
Existen diversas descripciones del arco largo medieval. No quedan arcos largos anteriores al siglo XV y nada más que 130 desde el Renacimiento. Las descripciones de su longitud abarcan desde los 1,2 a 2,1 m y estaban hechos de tejo normalmente, aunque el fresno y otras maderas también fueron utilizadas. Las estimaciones para la tensión que podían soportar estos arcos varían considerablemente. Las estimaciones hechas con ejemplares del Mary Rose lograban una tensión de 72 a 82 kg (706 a 804 N). En un arco largo moderno es de 27 kg o menos, además de que hoy en día no se hallan arqueros de tiro largo capaces de usar con precisión arcos con una tensión de 82 kg.
En lo referente a la longitud del arco, no hay un acuerdo. En la Europa continental era regla general cualquier arco más largo de 1,2 m. La Royal Antiquaries Society (de Gran Bretaña) propone entre 1,5 y 1,83 m de longitud. Richard Bartelot, de la Royal Artillery Institution, expresa que el arco estaba hecho de tejo, con 1,83 m de largo, con una flecha de 914 mm (36 pulgadas). Gastón Phoebus en 1388 escribió que un arco largo debe ser “de tejo o de madera de boj, 1,78 m de altura entre los puntos de unión de las cuerdas”.
El alcance de esta arma medieval es desconocido, con estimaciones desde los 165 hasta los 228 m. Los arcos largos modernos tienen un alcance efectivo de hasta 180 m. Una réplica de un arco largo del Mary Rose podía disparar una flecha de 53,6 g a 328 m y una de 95,9 g a una distancia de 250 m.
Debe tenerse en cuenta que el arco largo tenía un gran alcance, y era preciso, pero no se daban estas dos condiciones al mismo tiempo. Los tiradores de primera mantienen actualmente que no se puede garantizar el tiro a un objetivo individual a más de 73 m, cualquiera que sea el arco. La mayoría de los disparos a gran distancia mencionados en los relatos no tenían puntería, aunque se compensaba con miles de arqueros lanzando voleas de flechas a un ejército completo. Teniendo como objetivo a una masa grande con una distancia determinada podían prolongar su alcance notablemente. En su día esto fue considerado asombrosamente preciso, y con los estándares de hoy en día así era. Los estándares para la precisión han cambiado drásticamente en la era moderna. Actualmente el arco no se puede comparar con un rifle, que utilizado por un tirador experto puede acertar un blanco a más de quinientos metros.
Por término medio un arquero de tiro largo podía disparar hasta doce flechas en un minuto. Se dice que "el arco largo era la ametralladora de la edad media: exacto, mortal, poseía un gran alcance y una alta tasa de disparos; el vuelo de sus flechas es comparado a una tormenta". Este índice de disparos era mucho más alto que el de las ballestas o cualquier otra arma de proyectiles de aquel período, incluyendo las armas de fuego.
La elaboración de un arco largo consiste en madurar la madera de tejo entre uno y dos años; entonces se trabaja lentamente para darle forma; el proceso entero puede llevar hasta cuatro años.

## Orígenes
En las islas británicas se tiene constancia por primera vez de esta arma cuando es utilizada por los galeses en el 633. Offrid, el hijo de Edwino de Deira, rey de Northumbria, murió por un disparo de flecha desde un arco largo galés durante una batalla entre galeses y mercios, más de cinco siglos antes de cualquier registro de su uso militar en Inglaterra. A pesar de esto, el arma es conocida normalmente como el "arco largo inglés" más que el "arco largo galés".
En la tumba del faraón egipcio Tutankamón (1336/5 a 1327/5 a. C.) se encontraron diversas armas, entre las cuales se encontraban 46 arcos, desde uno infantil de 30 cm hasta otro de 1,8 m de largo, mazas, bumeranes y cuchillos.
Al menos dos arcos largos neolíticos se han encontrado en Gran Bretaña. Uno, hecho de tejo y envuelto en cuero, fue encontrado en el brezo de Meare (Somerset) en 1961. Fue identificado como perteneciente al Neolítico, con una combinación de estratigrafía de la turba, del análisis del polen y del carbono 14 que lo fechaba aproximadamente en 2690 a. C. (+-120), no sin el desconcierto de algunos arqueólogos en ese momento.
Un segundo fue encontrado en el sur de Escocia, en el Rotten Bottom. Estaba hecho de tejo y data de entre el 4040 y el 3640 a. C. Un arco reconstruido tenía una fuerza para tensar de cerca de 230 N y un radio de acción de entre 50 a 55 metros.
La momia del hombre conocido como Ötzi, del período del Calcolítico (Edad del Cobre), encontrado en el lado italiano del monte Similaun, portaba un arco muy similar al ejemplo anterior de Rotten Bottom, con la cuerda del arco hecha de ortiga o fibra de lino.
Un arma que se asemejaba a un arco largo ha sido descubierta por arqueólogos en Escandinavia, fechada a partir del período Mesolítico, hecha de madera de olmo, encontrada en el pantano Holmegaard, en Dinamarca (aunque durante el período medieval los escandinavos se caracterizasen por el uso eficaz del arco corto). Del Neolítico hacia adelante, el tejo era el material preferido; era ideal, pues el duramen interno se comprimiría, mientras que la albura externa se estiraría, haciendo de resorte natural con un gran alcance.

## Historia

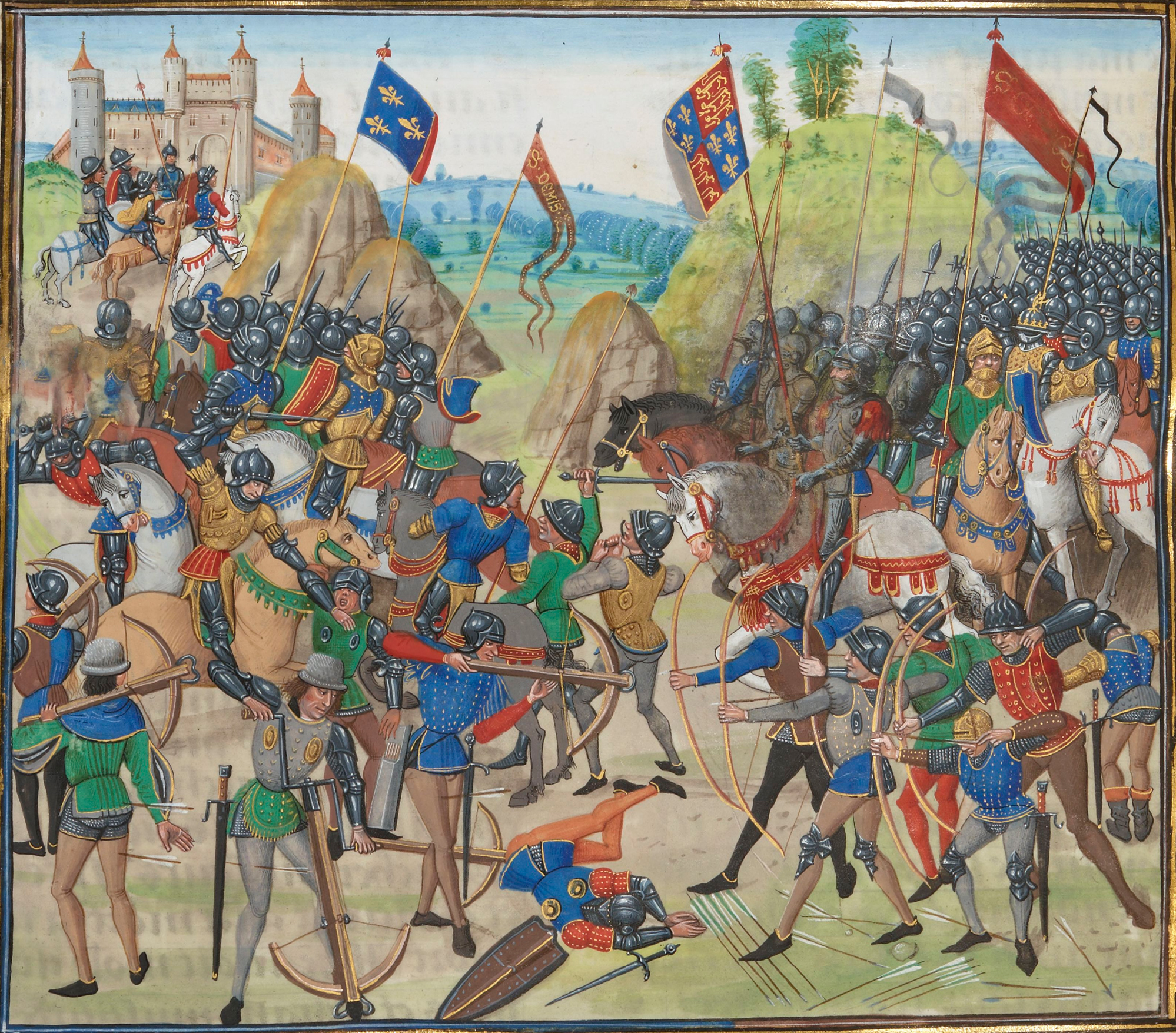
Arcos largos en acción en la batalla de Crecy.

Durante las invasiones anglo-normandas de Gales, los arqueros galeses se cobraron un alto precio ante los invasores usando esta extraordinaria arma de guerra. Los ingleses se dieron cuenta rápidamente del impacto que el arco largo podía producir en el campo de batalla. Tan pronto como la campaña galesa concluyó con éxito, los reclutas galeses comenzaron a ser incorporados en el ejército inglés. Las lecciones que los ingleses aprendieron en el País de Gales fueron utilizadas más adelante con un efecto mortal por los mercenarios galeses en los campos de batalla de Francia y de Escocia. Su habilidad fue ejercitada bajo el rey Eduardo I de Inglaterra (1239-1307), que prohibió todos los deportes salvo el tiro con arco en domingo para cerciorarse de que se practicara exclusivamente.
El arco largo decidió un buen número de batallas en la Edad Media donde combatían los ingleses; las más significativas fueron la batalla de Crécy y más adelante la batalla de Agincourt durante la Guerra de los Cien Años. El cuerpo de arqueros de tiro largo tuvo especialmente muchas bajas en la batalla de Patay y con estas pérdidas contribuyeron a la derrota puntual de Inglaterra en esa contienda. Los arcos largos permanecieron en uso hasta alrededor del siglo XVI, cuando los avances en las armas de fuego hicieron de las armas con pólvora un factor significativo en la guerra, y unidades como los arcabuceros y granaderos comenzaron a aparecer. Antes de la guerra civil inglesa, un folleto titulado The Double-Armed Man abogaba para que se entrenase a los soldados en el arco largo y la pica, el consejo no fue seguido por casi nadie exceptuando algunas milicias de las ciudades. El último uso que se recuerda de estos arcos en una batalla inglesa parece ser en una escaramuza en Bridgnorth en octubre de 1642, durante la guerra civil inglesa. Los arqueros de tiro largo habían seguido siendo una característica del Royalist Army, pero no fueron usados en los Roundheads.
Aunque los arcos largos eran mucho más rápidos y más exactos que cualquier arma de pólvora negra, sus usuarios eran siempre costosos de entrenar debido a los años de práctica necesarios antes de que uno de ellos pudiera ser utilizado con eficacia. En un tiempo donde la guerra era normalmente estacional y los soldados eran campesinos trabajando casi todo el año en las granjas, el entrenamiento para un arquero de tiro largo requería un año dedicado a ello exclusivamente. Un ejército permanente era una propuesta costosa con las reglas medievales. Los ejércitos europeos continentales entrenaban ocasionalmente a un cuerpo significativo de arqueros de tiro largo. Debido a su entrenamiento especializado, los arqueros ingleses fueron buscados como mercenarios para otros países europeos, sobre todo en ciudades estado italianas y en España.

## Uso

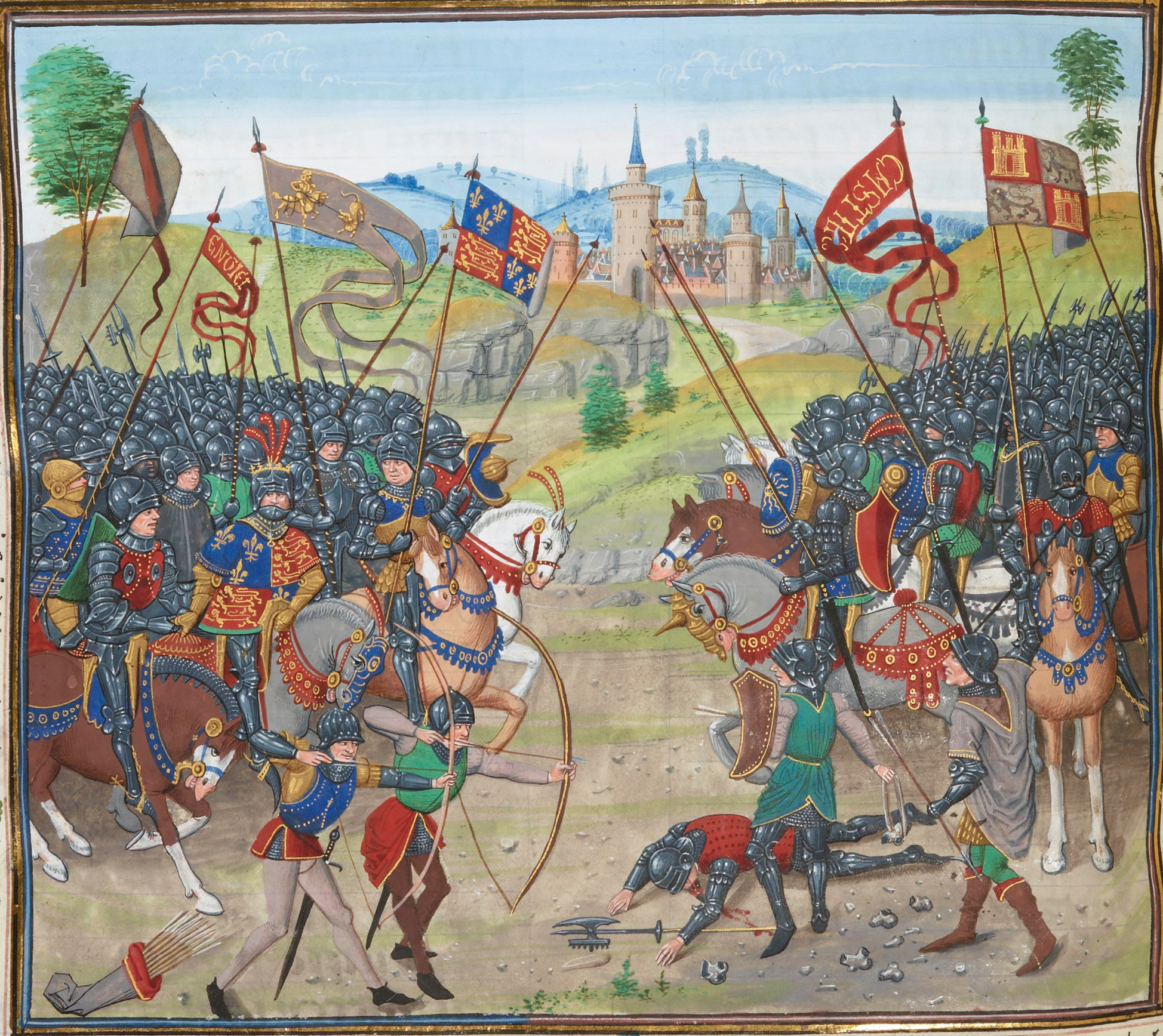
Batalla de Nájera, una de las pocas batallas en suelo español en las que se empleó esta arma.

Los arcos largos son difíciles de dominar porque la fuerza requerida para conseguir su tensión es muy alta para los estándares modernos. Se discute la carga de tensión de un típico arco largo inglés; era por lo menos de 360 N y posiblemente más de 650 N. Era considerable la práctica requerida para su rápido y eficaz uso en el combate. Los esqueletos de los arqueros de tiro largo eran reconocibles por sus deformidades, con los brazos derechos agrandados, y a menudo la descalcificación de los huesos de las muñecas izquierdas, los hombros izquierdos y los dedos derechos.
Para penetrar la cota de malla, muchas flechas de guerra tenían las puntas de "cincel" (o de "punzón") y eran bastante sólidas. Las flechas de punzón tienen su punta en forma de pirámides alargadas, dando un aspecto muy agudo y muy estrecho. Estas flechas pesadas de guerra probablemente pesaban alrededor de 65 a 100 g (o de 1000 a 1500 granos; grano es una unidad de medida usada a menudo para las flechas y los proyectiles). Esto es 2 o 3 veces el peso de las flechas de madera o de aluminio utilizadas hoy en día y de 4 a 5 veces el peso de las flechas modernas de fibra de carbono o las anteriores al siglo XX, “flechas voladoras”, utilizadas en competiciones con largas distancias. En tiempo de paz, en algunas regiones, llevar puntas de cincel era un delito castigado con la horca, porque estaban pensadas para amenazar a la nobleza, o se tomaba como evidencia de que era un bandido. Especialistas en flechas de guerra fueron asignados para abordar el problema con los diversos tipos de armadura. Por ejemplo, las flechas con las puntas finas y agudas sesgadas fueron utilizadas para perforar las cotas de malla, rompiendo un anillo y por lo tanto haciendo estallar un agujero enorme en la armadura mientras que la fuerza del impacto golpeaba los otros anillos fuera de su lugar. Muchas flechas de guerra tenían puntas que estaban unidas solamente por una pequeña gota de cera, de modo que si se desprendiera convencionalmente solamente saliera la vara, alojando la punta en la víctima, que le causaría casi seguro una herida infectada. Los efectos de un arco largo en el siglo XII son mostrados a cuenta de Gerald de Gales:

... en la guerra contra los galeses, uno de los hombres de armas fue asestado por una flecha disparada por uno de los galeses. Esta atravesó por su muslo, con eficacia, donde estaba protegido dentro y fuera de su pierna por su férrea cuises, y luego por la saya de su túnica de cuero; después esta penetró aquella parte de la silla que llaman alva o asiento y finalmente esta se alojó en su caballo, alojada tan profundamente que mató al animal.
Geraldo de Gales, Itinerarium Cámbriae (1191)

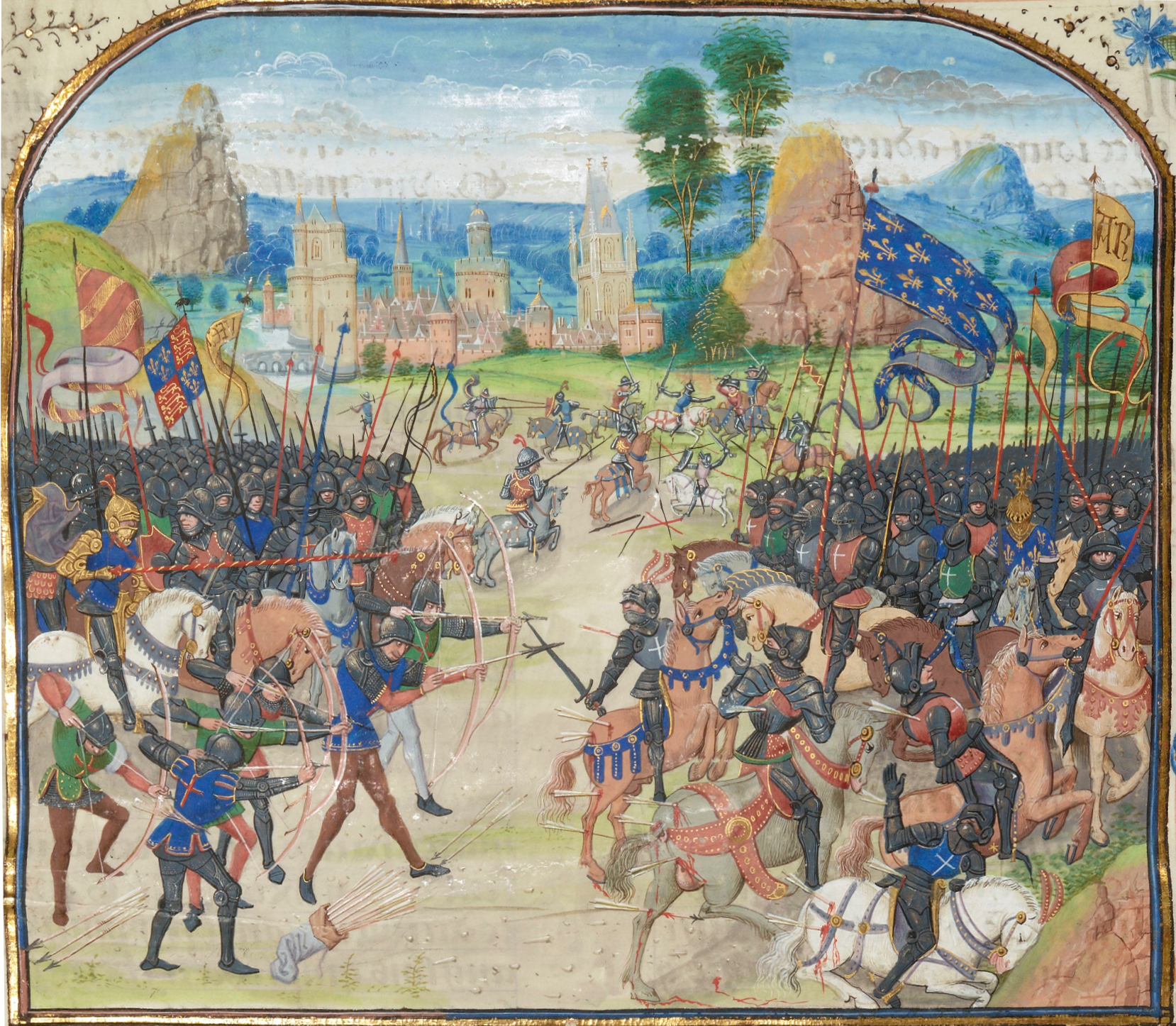
Batalla de Poitiers (1356).

Sobre el campo de batalla, los arqueros ingleses hincaban sus flechas erguidas en la tierra alrededor suyo, reduciendo el tiempo que se tomaba para colocarla, tensar el arco y lanzarla. Un efecto adicional de esta práctica era que la punta de la flecha causaría infección con mayor probabilidad. Los arqueros se aliviaban en la misma tierra, pero es improbable que tuviera cualquier efecto adicional. El único modo de quitar tal flecha limpiamente sería atar un trapo, remojado en agua hirviendo u otra sustancia de esterilización, traspasarlo y empujarlo por la herida de la víctima y sacarlo por el otro lado; esto era increíblemente doloroso. Había herramientas especializadas usadas en la Edad Media para extraer las flechas si el hueso se interponía y la flecha no se podía empujar.
El príncipe Hal (posteriormente Enrique V) fue herido en la cara por una flecha en la batalla de Shrewsbury (1403). El médico real John Bradmore tenía un instrumento que consistía en un par de pinzas lisas; una vez que se encajaba con cuidado en la parte de atrás de la punta de la flecha, las pinzas se enroscaban hasta que se ajustaba a los bordes y permitieran que la punta pudiera ser extraída de la herida. Antes de la extracción, el agujero hecho por la vara de la flecha había sido ensanchado para insertar los pasadores de madera alargados hacia dentro del acceso a la herida. Los pasadores eran empapados en miel, que contiene antibióticos naturales. La herida era revestida con una cataplasma de cebada y miel mezclada en trementina. Después de veinte días la herida estaba libre de infección.
Las flechas de caza tenían generalmente lo que se llama un “cabezal amplio” en la punta, aunque ya hubiera flechas especializadas. Flechas con cabezal amplio dejan extensos cortes cuando perforan la carne, causando una rápida pérdida de sangre. Una flecha bien disparada que atraviese a un ciervo por ambos pulmones o al corazón lo mataría en segundos. Pero incluso una flecha con el cabezal amplio, aunque no atravesase los órganos vitales podría hacer que el animal se desangrara y muriera relativamente rápido. Una flecha con una cabeza en forma de media luna fue usada para abatir pájaros y otros pequeños animales en los árboles, de modo que tanto el animal como la flecha pudieran ser recuperados con relativa facilidad. En cambio, una flecha normal clavada al animal y al árbol, harían su recuperación más difícil.

## Táctica

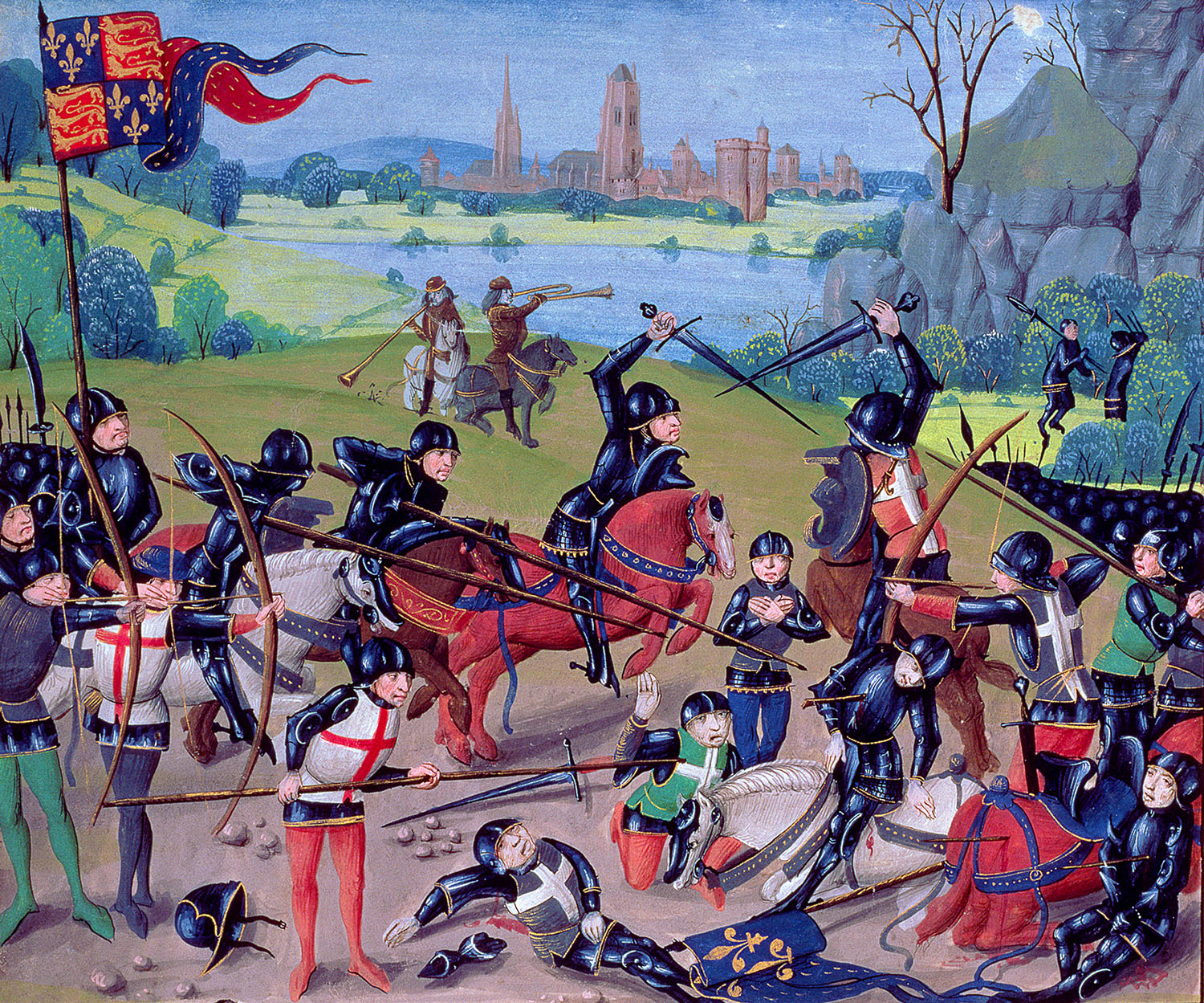
Batalla de Agincourt, la mayor victoria inglesa conseguida gracias al arco largo.

A pesar de que los arqueros fuesen víctimas a corta distancia, realizaban pequeñas escaramuzas prolongando el combate cuerpo a cuerpo y eran naturalmente vulnerables a un ataque acometido por la caballería. Por consiguiente, eran a menudo desplegados detrás de barricadas, como estacas y postes clavados en la tierra. Un regimiento de arqueros de tiro largo era vulnerable a una emboscada mientras su barricada defensiva no fuera completada. Esta práctica desalentó las tácticas de batalla ofensiva, porque el arco largo era más eficaz cuando el ejército atacante cargaba.
Una formación de batalla común:
- Infantería ligera (como espadachines) en el centro adelante, formados en filas.
- Infantería pesada (a menudo armados con hachas alargadas o armas de poste con bill hooks, siendo el arma preferida por los ingleses) en el medio centro, en filas o en formación cuadrada.
- Arqueros convencionales y ballesteros en la retaguardia del centro, formados en filas.

- Caballería a ambos lados de los flancos (para proteger contra ataques), o desplegados en el centro para contrarrestar cualquier brecha o incidente.
- Arqueros de tiro largo estaban por lo general a los lados, con una formación enfilada, similar a esta forma: \___/, con el medio siendo ocupado por tropas de corto alcance.

Un hábil general alternaría las lluvias de flechas con cargas de caballería, a veces alternando ataques por los flancos para inducir confusión y temor en el enemigo. Las flechas se lanzaban por voleas, y no apuntando a objetivos específicos hasta que el enemigo estuviera lo bastante cercano; el efecto psicológico sobre el enemigo de las famosas “nubes de flechas” producidas por dichas voleas no debía de ser subestimado.